# Adrien de Pauger

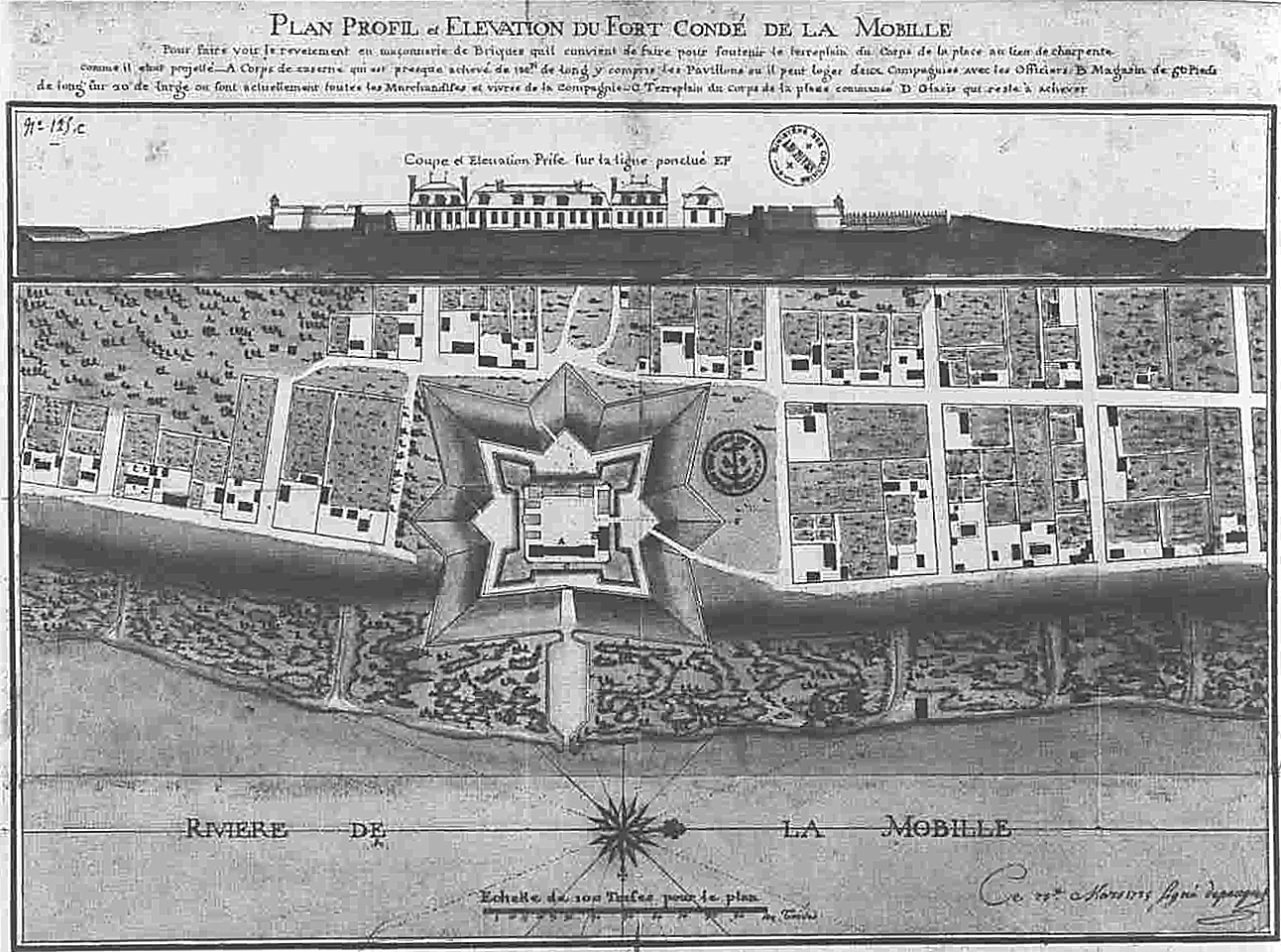
Pianta di Pauger del 1725 della città di Mobile

Adrien de Pauger (... – New Orleans, 9 giugno 1726) è stato un ingegnere e cartografo francese che progettò il quartiere francese e disegnò la mappa della città che divenne New Orleans in Louisiana.

## Biografia
De Pauger venne incaricato nel 1720, da Jean-Baptiste Le Moyne de Bienville, di redigere il piano di edificazione della nuova città. Egli giunse nell'insediamento il 29 marzo 1721 e la pianta fu completata intorno alla fine dello stesso anno
Egli decise anche i nomi da assegnare ad alcune strade della nascente città come Bourbon Street e Royal Street e altre. Le strade da lui progettate sono presenti ancora oggi. Lavorando con l'ingegnere capo di Bienville, Le Blond de La Tour, si avvalse del lavoro degli schiavi per costruire l'insediamento, facendo uso di legno di cipresso, resiste all'acqua, per la costruzione di cottage sollevati. Gli schiavi sotto de Pauger lavorarono secondo le regole del Code noir, che definiva le condizioni degli schiavi nel Impero coloniale francese.
Biloxi fu il primo porto per le colonie francesi, vicino alla foce del Mississippi. De Pauger chiese con successo a Bienville di spostare la sede del governatorato da Biloxi a New Orleans. Come membro del "consiglio superiore" sovraintendente alle colonie della Louisiana del tempo, De Pauger chiese la costruzione di un porto, in acque basse, a New Orleans, in aggiunta a quello esistente a Biloxi. La convinzione di De Pauger era basata sulla sua indagine realizzata alla foce del fiume Mississippi, che aveva dimostrato che la regione della foce era sufficientemente profonda da consentire il passaggio di navi con circa 4,5 metri di pescaggio. Solo più tardi venne costruito questo porto, in acque più profonde, con l'apertura di un ampio braccio di mare, per le esportazioni della produzione agricola dalla media valle del fiume Mississippi.
Seguendo l'esempio del suo progetto a New Orleans, de Pauger disegnò, nel 1725, il primo insediamento della città di Mobile, compreso Fort Condé, costruito per la difesa dei nuovi coloni.

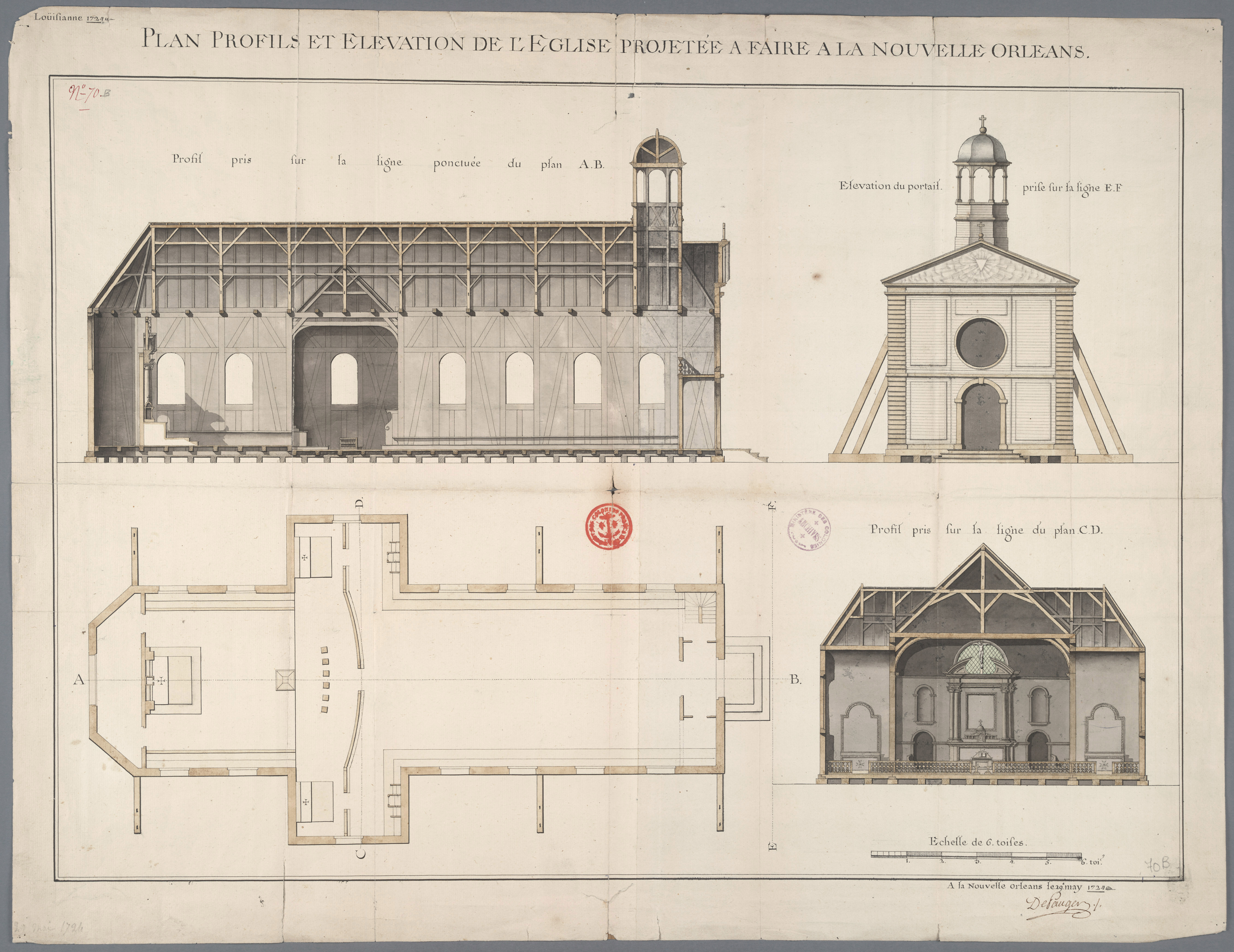
Disegno della Chiesa di Saint Louis di New Orleans (1724)

De Pauger disegnò nel 1724 il progetto per la costruzione della Chiesa di Saint Louis di New Orleans. La chiesa venne costruita sul suo disegno e dedicata la vigilia del Natale 1727. La Chiesa cattolica aveva istituito una parrocchia, nel 1720, nei dintorni della chiesa progettata da Pauger. La prima costruzione venne distrutta da un incendio il 21 marzo 1788. La chiesa, poi ricostruita, divenne la Cattedrale di San Luigi.
De Pauger morì il 9 giugno 1726. Si crede sia stato inumato nell'ancora non completa chiesa di Saint Louis, su sua precisa richiesta. Esiste a New Orleans la Pauger Street, dedicata in suo onore. Questa strada ha origine nel vecchio borgo di un tempo che è oggi conosciuto come Faubourg Marigny, e si estende attraverso la zona di Bywater prima di fondersi con Cameron Boulevard a Filmore Avenue, nel quartiere Gentilly. Queste zone sono tutte vicine all'originale Quartiere francese.